# Murda Muzik
Murda Muzik — четвертий студійний альбом американського хіп-хоп дуету Mobb Deep, випущений 17 серпня 1999 року на лейблах Columbia та Loud Records.
У записі альбому взяли участь репери Big Noyd, Chinky, Cormega, Lil' Cease, 8Ball, Raekwon, Infamous Mobb, Kool G Rap, Nas та Lil' Kim. Альбом був спродюсований членом групи Havoc за сприяння Prodigy, The Alchemist, T-Mix, Buddah, Epitome, Shamello та Jonathan «Lighty» Williams.
Це найбільш комерційно успішний альбом дуету на сьогоднішній день, який був проданий накладом понад 1 мільйон примірників у Сполучених Штатах і був сертифікований RIAA як «платиновий» через два місяці після виходу, 26 жовтня 1999 року. Murda Muzik також отримав позитивні відгуки від The Source та Allmusic. Одночасно було випущено «чисту» версію альбому під назвою Mobb Muzik.
Альбом дебютував на 3 місці у чарті Billboard 200 та 2 місці у чарті Top R&B/Hip-Hop Albums в американському журналі Billboard. Альбом також досяг 81 місця в чарті UK Albums Chart у Великій Британії.
Альбом містить три сингли, які потрапили в чарти журналу Billboard: «Quiet Storm», «It's Mine» (за уч. Nas) і «U.S.A. (Aiight Then)». Пісня «Quiet Storm» виявилася найуспішнішою на альбомі: вона посіла 97 місце у списку «100 найкращих пісень у жанрі R&B та хіп-хоп за 1999 рік» у журналі Billboard. У журналі XXL пісня «Quiet Storm» посіла 107 місце у списку «250 найбільших хіп-хоп пісень 90-х» та 11 місце у списку «50 найбільших пісень Mobb Deep», де ремікс на пісню посів 2 місце.

## Про альбом
Реліз Murda Muzik спочатку планувався на початок 1999 року, але Loud Records змінив дистриб'юторів із RCA Records на Columbia Records. Murda Muzik було відкладено, поки ця угода не була завершена. Протягом цього часу альбом був поширений бутлегерами, і Mobb Deep довелося записувати нові пісні, щоб фанати все одно купували альбом. Дует записав 5 нових пісень:
- «Spread Love»
- «I'm Going Out» (за участю Lil' Cease)
- «Can't Fuck Wit» (за участю Raekwon)
- «It's Mine» (за участю Nas)
- «Quiet Storm (Remix)» (за участю Lil' Kim)

Ці пісні замінили раніше записані треки.

## Бутлег-треки
Murda Muzik просочився на ринок бутлегерів на початку 1999 року. На бутлег-версії альбому були такі треки, що не потрапили на остаточний варіант.
Повні треки:
- «Feel My Gat Blow»
- «Thrill Me» (за участю Big Noyd)
- «3 The Hard Way» (за участю Big Noyd) = також називається «You Fuckin' Wit» і «3 From NYC»
- «This One» (за участю Big Noyd) = також називається «Pyramid Points"
- «Perfect Plot» (за участю Big Noyd) = також називається «Mobb Coming Thru» та «We Got The Drop»
- «Pile Raps» = також називається «Power Rap»
- «Nobody Likes Me»
- «Shiesty» (за участю Big Noyd) = також називається «Fuck That Bitch»
- «QB Meets Southside» (за участю Sticky Fingaz та X1)

Ремікси на пісні з офіційного альбому:
- «Deer Park» (feat. Cormega) («What's Ya Poison» з інтро) = також називається «How You Want It»
- «Hoe Gonna Be a Hoe» з інтро
- «Streets Raised Me» (OG Mix) (також називається «That True Shit») = приспів звучить по-іншому. Також, ймовірно, є версія, де діти співають приспів.
- «Street Kingz» (featuring Nas) = «U.S.A. (Aiight Then)» з куплетом Nas. Лейбл Columbia не хотів платити Насу за дві пісні. Їм довелося вирізати його куплет з пісні «U.S.A. (Aiight Then)», оскільки він також з'являється в пісні «It's Mine».
- «White Lines» («Quiet Storm» без Havoc на приспіві). Prodigy говорив між куплетами, пісня була відмайстрована таким чином, що ця розмова звучала так, ніби він говорив з мегафону.
- «Thug Muzik» = Має куплет Майка Делореана з «Bars & Hooks» замість Prodigy.
- «Murda Muzik» = Довший трек з останнім куплетом від Prodigy, який зрештою опинився в «Thug Muzik» в офіційній версії. Є також версія без цього останнього куплета, але натомість з фрістайлом від Cormega.

## Прийом критиків
Murda Muzik отримав позитивні відгуки від музичних критиків. M.F. DiBella з AllMusic присвоїв альбому три з половиною зірки з п'яти, додавши «Після трирічної перерви та численних відкатів дати релізу, Mobb Deep знову розпочали працювати з похмурим релізом Murda Muzik. Дует, знаний своєю смертоносною реалістичністю і нескінченно темними, але водночас рухомими бітами, а також своєю суворою та безжальною кримінальною лірикою, продовжив свою похмуру одіссею своєю четвертою роботою. Murda Muzik, випущений на тлі такого розгалуженого продукту, є спірним шедевром епохи Puffy і Master P. Mobb Deep одного разу описав свою музику як звучання гіпнотичного життя бандитів. Точний опис, тому що їхня музика — це більше, ніж просто пістолети та куріння трави, вона охоплює загальне почуття страху та жаху, зло в людських серцях та боротьбу за добро. Музика Мобб Діп може змусити тебе плакати, може злякати, посилити внутрішню лють; її глибина враховує діапазон емоційних реакцій. На цьому альбомі основний продюсер Havoc досяг високого рівня майстерності у своїх продакшн-роботах, по-справжньому фірмовий стиль глибоких басових грувів, пронизливих органів, крижаних снерів, мелодійних семплів і оркестрових фрагментів. Кожна пісня створює свій власний настрій, чи то заклик припинити насильство у „Spread Love“, чи заклик до повноцінного життя в „I'm Goin' Out“. Гостьові участі від Raekwon, Lil' Kim, Lil' Cease, Cormega, Kool G Rap, 8Ball та Infamous Mobb додають текстуру до вибухових треків. Загалом альбом найкраще можна схарактеризувати як справжнє вухо- та запаморочливе задоволення та біль. Альбом вплине на вас, проникне під вашу шкіру, змусить вас прийти до тями, а потім врятує вас. Murda Muzik — це повноцінний альбом та оновлення справжнього хардкору руху».
У своєму огляді для The Village Voice редактор Роберт Крістгау оцінив альбом на «B-» описав альбом як «Зброя, гроші, дівчата, автомобілі, наркотики, коштовності, одяг, бійки, вбивства, боро, будівлі, хвороби, стрес, детективи». А потім: «Достовірна реальність. Так правильно».

## Список композицій
Адаптовано з нотаток альбому.
| #   | Назва                                              | Автор                                                      | Продюсер(и)                      | Тривалість |
| --- | -------------------------------------------------- | ---------------------------------------------------------- | -------------------------------- | ---------- |
| 1.  | «Intro»                                            |                                                            |                                  | 0:44       |
| 2.  | «Streets Raised Me» (за участю Big Noyd та Chinky) | Kejuan Muchita Albert Johnson Tajuan Perry Shalene Evans   | Havoc                            | 4:33       |
| 3.  | «What's Ya Poison» (за участю Cormega)             | Muchita Johnson Cory McKay                                 | Havoc                            | 3:45       |
| 4.  | «Spread Love»                                      | Muchita Johnson                                            | Havoc                            | 4:04       |
| 5.  | «Let a Ho Be a Ho»                                 | Muchita                                                    | Havoc                            | 3:35       |
| 6.  | «I'm Going Out» (за участю Lil' Cease)             | Muchita Johnson James Lloyd                                | Havoc                            | 3:45       |
| 7.  | «Allustrious»                                      | Muchita Johnson                                            | Havoc                            | 4:09       |
| 8.  | «Adrenaline»                                       | Muchita Johnson                                            | Havoc                            | 4:42       |
| 9.  | «Where Ya From» (за участю 8Ball)                  | Premro Smith Triston Jones Muchita Johnson                 | T-Mix                            | 4:02       |
| 10. | «Quiet Storm»                                      | Muchita Johnson Melvin Glover Sylvia Robinson              | Havoc                            | 4:25       |
| 11. | «Where Ya Heart At»                                | Muchita Johnson Sade Adu Stuart Matthewman Andrew Hale     | Havoc                            | 4:27       |
| 12. | «Noyd Interlude»                                   |                                                            |                                  | 0:19       |
| 13. | «Can't Fuck Wit» (за участю Raekwon)               | Muchita Johnson Corey Woods                                | Havoc                            | 4:12       |
| 14. | «Thug Muzik» (за участю Infamous Mobb та Chinky)   | Alan Maman James Chandler Lionel Cooper Jamal Raheem Evans | The Alchemist                    | 4:34       |
| 15. | «Murda Muzik»                                      | Muchita Johnson                                            | Havoc                            | 4:11       |
| 16. | «The Realest» (за участю Kool G Rap)               | Maman Muchita Johnson Nathaniel Wilson Barbara Gaskins     | The Alchemist                    | 4:27       |
| 17. | «U.S.A. (Aiight Then)»                             | Robert Taylor Muchita Johnson                              | Epitome Shamello Buddah          | 4:04       |
| 18. | «It's Mine» (за участю Nas)                        | Muchita Johnson Nasir Jones                                | Havoc                            | 4:24       |
| 19. | «Quiet Storm (Remix)» (за участю Lil' Kim)         | Muchita Johnson Kimberly Jones Glover Robinson             | Havoc Jonathan «Lighty» Williams | 4:04       |

## Семпли
Intro
- «Crime Inc. Theme» від Giles Swayne
- містить уривок з промови Рональда Рейгана[17]

Adrenaline
- «Ballad Of The Decomposing Man» від Steve Hackett

Where Ya Heart At
- «Fear» від Sade

It’s Mine
- «The Boy Is Mine» від Brandy & Monica (інтерполяція)
- «Scarface Cues» від Giorgio Moroder

Quiet Storm
- «White Lines (Don’t Do It)» від Grandmaster Melle Mel
- «A Quiet Storm» від Smokey Robinson

The Realest
- «Born to Lose» від Ecstasy, Passion & Pain

I’m Going Out
- «Farewell» від Miklos Rozsa

Thug Muzik
- «Japanese Music Box (Ituski No Komoriuta)» від George Winston

What’s Ya Poison
- «1000 Rads» від David Axelrod

Where Ya From
- «The Champ» від The Mohawks

Quiet Storm (Remix)
- «10% Dis» від MC Lyte

## Чарти
| Чарт (1999)                             | Найвища позиція |
| --------------------------------------- | --------------- |
| Канада Canadian Albums (Billboard)      | 6               |
| Нідерланди Dutch Albums (MegaCharts)    | 63              |
| Німеччина German Albums (Media Control) | 67              |
| Велика Британія UK Albums (OCC)         | 81              |
| США Billboard 200                       | 3               |
| США Top R&B/Hip-Hop Albums (Billboard)  | 2               |

| Чарт (1999)               | Позиція |
| ------------------------- | ------- |
| US Billboard 200          | 136     |
| US Top R&B/Hip-Hop Albums | 46      |

## Сертифікації
| Регіон                                             | Сертифікація | Продажі    |
| -------------------------------------------------- | ------------ | ---------- |
| США (RIAA)                                         | Платиновий   | 1 000 000^ |
| ^відвантаження, що базуються лише на сертифікаціях |              |            |